# Nicky Romero
Nicky Romero rozený Nick Rotteveel (* 6. ledna 1989 Amerongen) je nizozemský diskžokej a producent elektronické taneční hudby.
Narodil se v městečku Amerongen v Nizozemsku. V mládí měl velký zájem o bubny. Postupně to kulminovalo k produkci vlastních nahrávek. Jeho první neoficiální produkční tituly byly vydány v hudebním vydavatelství Once Records. Skladby pod jménem Nicky Romero byly vydány až ve vydavatelstvích Spinnin’, Fly Eye, Toolroom a Flamingo Recordings.
Jeho kariéra začala stoupat po bootlegu se skladbou When Love Takes Over od Davida Guetty. Bootleg se líbil samotnému Guettovi a Nicky tím našel svého učitele. Od té doby spolupracovali na několika projektech. Například Metropolis a Wild One Two. Od roku 2012 si David Guetta zval Nickyho na své párty F*** Me I'm Famous na Ibizu do klubu Pacha a Ushuaia.
Vlastní nahrávací společnost Protocol Recordings. V rádiu má vlastní hodinové sety pod názvem Protocol Radio. Po roce 2012 se podílel na albu Unapologetic zpěvačky Rihanny. Spolupracoval také s Calvinem Harrisem na nahrávce Iron a Like Home, na kterém se podílel i se sestrami z Nerva. Spolu s Fedde Le Grandem se podílel na nahrávce Sparks. V roce 2012 skončil v každoročním žebříčku DJMag na 17. místě.

## Singly
- 2008 Funktion One (Original Mix)
- 2008 Hear My Sound (Original Mix)
- 2008 Globe (Original Mix)
- 2008 Q.w.e.r.t.y. (Original Mix)
- 2009 Ducktale (Original Mix)
- 2009 Kevlar (Original Mix)
- 2009 Can U Feel It (Original Mix)
- 2009 Konichiwa Bitches! (Original Mix)
- 2009 Get High (Original Mix)
- 2009 Signature (Original Mix)
- 2009 Ducktale (Original Mix)
- 2009 Woods of Idaho (Original Mix)
- 2009 It's Me Bitches (Original Mix)
- 2010 Switched (Original Mix)
- 2010 Assigned (Original Mix)
- 2010 Pixelized (Original Mix)
- 2010 When Love Calls (s Bastem)
- 2010 Growl (Original Mix)
- 2011 Solar (Original Mix)
- 2011 Play 'N Stop (Original Mix)
- 2011 Keyword (Original Mix)
- 2011 Schizophrenic (Original Mix)
- 2011 Camorra (Original Mix)
- 2011 Beta (s Hardwellem)
- 2012 Generation 303 (Original Mix)
- 2012 Toulouse (Original Mix)
- 2012 Se7en (Original Mix)
- 2012 WTF!? (s ZROQ)
- 2012 Human (se Zeddem)
- 2012 Iron (s Calvinem Harrisem)
- 2012 Like Home (s Nervo)
- 2012 I Could Be the One (s Aviciim)
- 2013 Still The Same Man (s Nilsonem)
- 2013 Symphonica (Original Mix)
- 2013 Legacy (Saved my life) (s Krewella)